# Höör–Hörby Järnväg

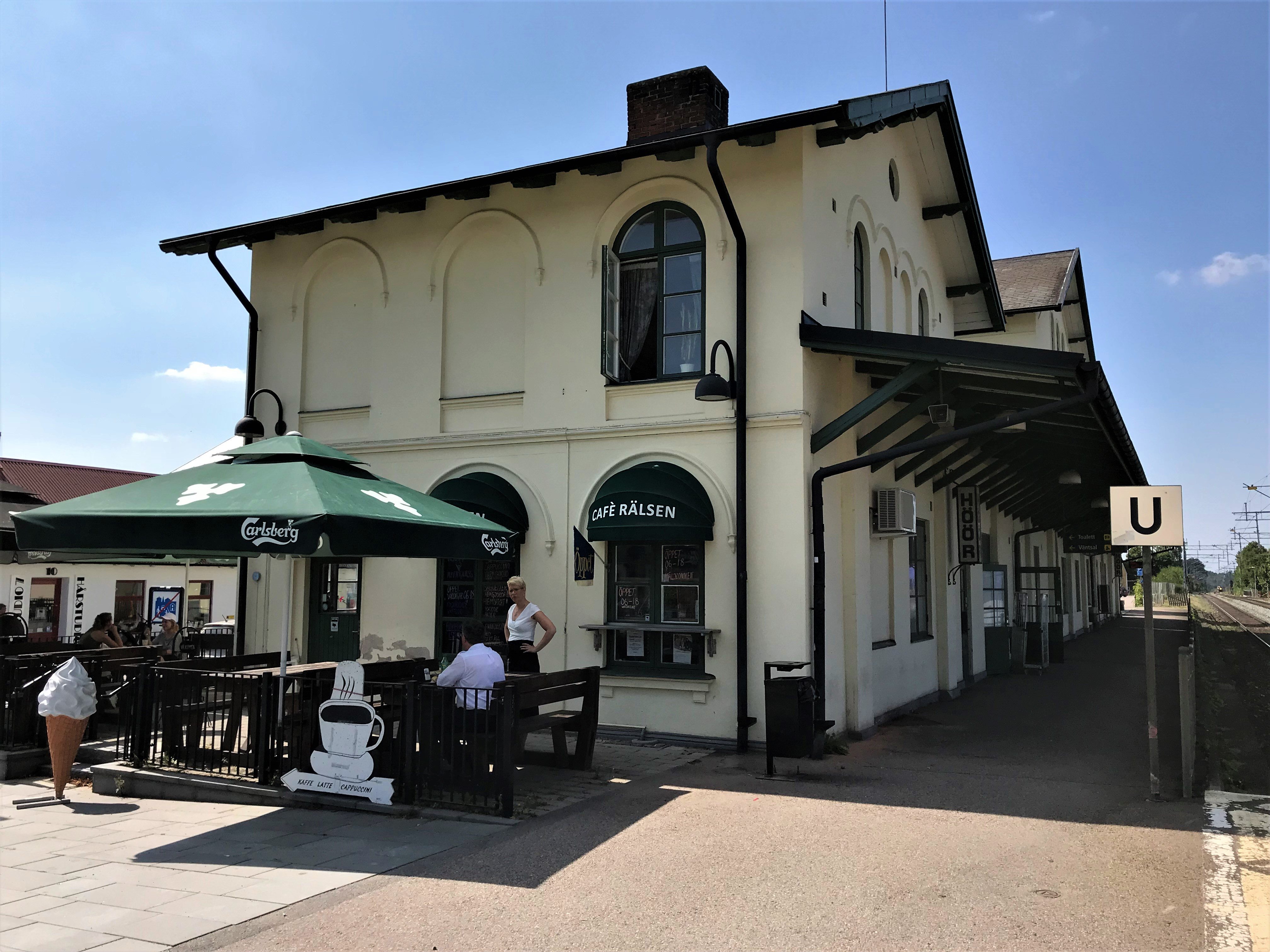
Höörs järnvägsstation från 1858

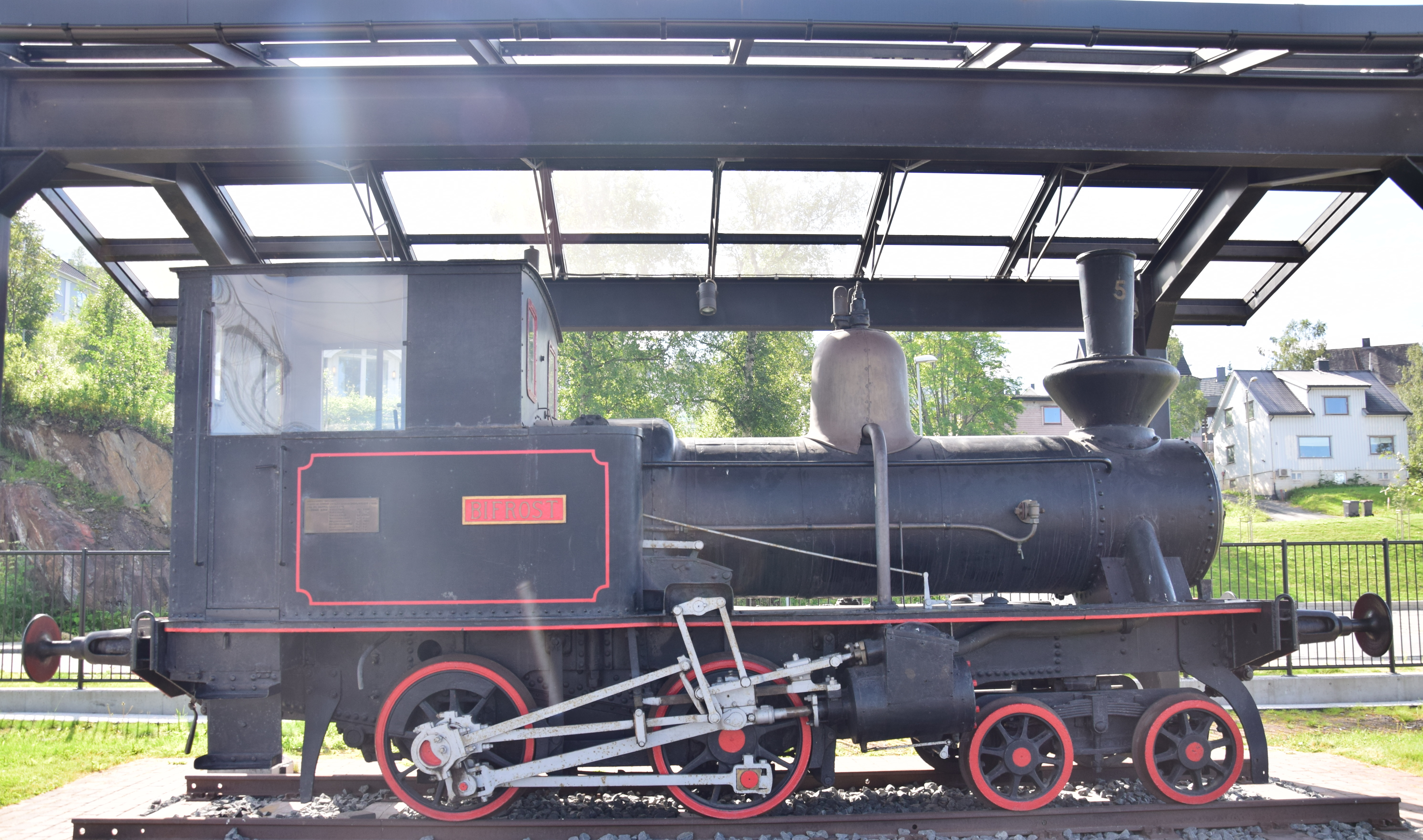
Loket Bifrost, uppställt i Narvik

Höör-Hörby Järnväg (HHyJ) var en av Skånes fem ångspårvägar, det vill säga en järnväg som av ekonomiska skäl byggdes med klenare räls än normalt, fast normalspårig. Linjen var 12,6 kilometer lång, byggdes med räls av 17,5 kg/meter och gick mellan Höör vid Södra stambanan och Hörby. Två hållplatser fanns längs järnvägen, Ludvigsborg och Fulltofta.
Banan byggdes 1882 och trafikerades av ångvagnar enligt William Robert Rowans system. Ursprunget kommer från Danmark, där William Rowan utexperimenterade "dampsporvej" som först blev byggd i form av Randers–Hadsunds Jernbane  och Gribskovbanen, var inspirationskälla för de skånska ångspårvägarna. Den första banan i Skåne var Gärds Härads järnväg
Banan hade en ångvagn som trafikerade sträckan Höör–Hörby, som sedermera även användes för trafiken på den 1886 öppnade Hörby-Tollarps Järnväg fram till Tollarp, som låg på Gärds Härads Järnväg. Här möttes alltså två olika bolag med samma ångspårvägssystem. Godstrafiken bedrevs med ett ångloket "Bifrost", tillverkat av Nydqvist & Holm 1882 och sålt till LKAB 1900.. Efter några år skaffade man personvagnar och körde dem med loket istället för ångspårvagnen. Efter problem med ekonomin gick trafiken över till Gärds Härads Järnväg 1893. Loket Bifrost står idag utställt i Narvik i Norge.. 
Trafiken drabbades av nedgång, då den konkurrerades ut av banan Eslöv-Hörby, som öppnades 1897. År 1900 såldes banan på exekutiv auktion. Lunds sparbank var köpare och hade banan fram till 1906, då häradshövdingen Carl A Trolle köpte den. År 1915 såldes banan till Östra Skånes Järnvägar, som lade ned trafiken 1929. Idag går väg 13 mellan Höör och Hörby i den forna banvallens sträckning.